# Rue de la Corroierie
La rue de la Corroierie  est une ancienne rue située dans le 4e arrondissement de Paris qui a disparu lors de la résorption de l'îlot insalubre no 1 en 1936. Le Centre national d'art et de culture Georges-Pompidou occupe une partie de son emplacement.
Il ne faut pas la confondre avec la rue de la Vieille-Courroierie.

## Origine du nom
Elle tire sa dénomination des corroyeurs qui vinrent habiter cette rue au début du XIVe siècle alors qu'elle était à l'extrémité de Paris.

## Situation
La rue de la Corroierie, d'une longueur de 104 mètres, commençait aux 7-9, rue Beaubourg et finissait aux 60-62, rue Saint-Martin. Elle se trouvait dans la continuité de la rue de Venise.
Les numéros de la rue étaient rouges. Le dernier numéro impair était le no 19 et le dernier numéro pair était le no 28.
Jusqu'en 1859, elle était située dans l'ancien 7e arrondissement, quartier Sainte-Avoye. Après 1859, elle est située dans le 4e arrondissement, quartier Saint-Merri.

## Historique
Elle était entièrement bordée de constructions vers l'année 1280.
Elle est citée dans Le Dit des rues de Paris de Guillot de Paris sous le nom de « rue de la Lingarière ».
Au XIIIe siècle, elle porte le nom de « rue de la Plâtrière » ; en 1313, elle devient la « rue de la Corroierie » et au XVe siècle, la « rue de la Plastaye » avant de devenir « rue de la Courroirie » puis « rue Courroier ». Il ne faut pas la confondre avec la rue de la Courroirie.
Elle est citée dans un manuscrit de l'abbaye Sainte-Geneviève de 1450 sous le nom de « rue de la Plastaye ».
Une décision ministérielle du 2 thermidor an V (20 juillet 1797), signée Bénézech, fixe la largeur de cette voie publique à 6 mètres.
A partir de 1864, elle prend le nom de "Rue de Venise" (rue déjà existante, dans sa continuité).
La rue a disparu lors de la résorption de l'îlot insalubre no 1 en 1936.

### Cul-de-sac Baudoirie
Le cul-de-sac Baudoirie où Baudroyerie également appelé « cul-de-sac de la Corroierie » était situé entre les nos 7 et 9 de la rue de la Corroierie. Cette impasse ne contenait que deux numéros impairs noirs : le no 1 et le no 3. 
Il tient ce nom de la rue de la Corroierie, où il est situé, car baudroyer, en vieux langage, signifie corroyeur.
L'impasse a également disparue lors de la résorption de l'îlot insalubre no 1 en 1936.